# Тюильри (станция метро)
Тюильри (фр. Tuileries) — станция линии 1 Парижского метрополитена, расположенная в I округе Парижа. Названа по одноимённому саду, также рядом со станцией располагаются Министерство юстиции Франции и Вандомская колонна. На станции установлены автоматические платформенные ворота.

## История
- Станция открылась 19 июля 1900 года в числе первых восьми станций Парижского метрополитена. 18—19 октября 2008 года станция закрывалась для подготовки к автоматизации линии 1.[2].
- В 2000 году станция подверглась редизайну, новое оформление стен было стилизовано под стрит-арт начала 1960-х годов.
- Пассажиропоток по станции по входу в 2011 году, по данным RATP, составил 2 473 945 человек[3]. В 2013 году этот показатель вырос до 2 616 916 пассажиров (211 место по уровню входного пассажиропотока в Парижском метро)[4].

## Галерея
- Стандартная вывеска с названием
- Вывеска с названием в едином дизайне
- Вход в метро
- Оформление путевой стены